# Santa Margarida d'Agulladolç
Santa Margarida d'Agulladolç és una església de Mediona (Alt Penedès) inclosa a l'Inventari del Patrimoni Arquitectònic de Catalunya.

## Descripció
És una capella d'una nau amb volta de canó. Modificada, especialment l'interior. Absis sobrealçat amb arcuacions i tres finestres tapiades. Parets laterals amb arcuacions i bandes llombardes. La porta primitiva es troba tapada per una sagristia, afegida a la façana de migdia. La porta actual, el cor, el campanar de cadireta i les perfectíssimes pintures murals de totes les parets interiors, són d'una època molt posterior, possiblement dels volts del 1835, any gravat a la làpida mortuoria de marbre, del terra de la nau on diu: "D. Daniel Vardon Kennett, súbdito británico, comerciante y hacendado, natural de la Ysla de Guernsey, falleció el 12 de enero del 1835, a los 54 años de edad. Llorando su lamentable pérdida pusosa sus restos este mármol la ternura conyugal de Da Marta Francisca de Ferrer, natural de Barcelona."